# 大船渡市山林火災
大船渡市山林火災（日语：おおふなとしさんりんかさい）是起始於2025年（令和7年）2月26日、發生在日本岩手縣大船渡市的森林火災。
岩手縣大片森林地區遭到野火燒毀，截至2025年3月5日上午6點的統計，遭到野火吞噬的範圍已經超過2,900公頃，為日本自平成時代以後最嚴重的森林火災，並超越1992年北海道釧路市的受災規模（受損面積1,030公頃）。

## 時間序列
- 2月19日11點55分，民眾撥打119報案，大船渡市三陸町發現森林有濃煙[5]。
- 2月25日3點20分，民眾撥打119報案，陸前高田市大友町發現森林有野火竄出[5]。
- 2月26日：
  - 下午2點：岩手縣成立特別災害警戒本部，並且向陸上自衛隊尋求救災支援[6]。
  - 晚上7點：由於災情擴大，中央政府發布準用《災害救助法（日语：災害救助法）》[6]。
- 2月28日，由於當地的天氣乾燥且風勢強勁，因此在無法有效控制火勢的狀況下向市內的大洞、生形與山口地區等多地發出疏散命令[6][7]。
- 3月1日上午7點半，大船渡市向甫嶺東、甫嶺西與上甫嶺地區發出疏散命令[6]。
- 3月5日，石破茂首相考慮將該起火災發布為嚴重災害，由中央政府提供相當資源，減輕地方財政負擔[8]。
- 3月7日上午10點，大船渡市針對赤崎町的大洞、生形與山口等共6個區域解除避難指示（日语：避難指示），而該町的其餘7個區域、三陸町越喜來及三陸町綾里全域仍維持避難指示[9][10][11][12]。同日晚間，石破茂與相關內閣成員在內閣總理大臣官邸召開會議，並宣布預計將此次山林火災指定為嚴重災害[13][14][15]。
- 3月8日下午1點，由於火勢未出現繼續蔓延的趨勢，大船渡市宣布解除三陸町越喜來的甫嶺東、甫嶺西與上甫嶺地區的避難指示[16][17][18][19]。
- 3月9日下午1點，因火勢未持續蔓延，大船渡市宣布解除赤崎町蛸之浦、清水、永濱與大立地區的避難指示[20][21][22][23]。同日下午5點，大船渡市的市長渕上清在記者會上宣布，由於火災在各地的消防人員與陸上自衛隊的協助下已受到控制，因此將於3月10日中午解除剩餘的三陸町綾里全區及赤崎町其餘地區的避難指示[24][25][26][27]。
- 3月10日上午10點。大船渡市宣布解除三陸町綾里全區與赤崎町合足、長崎與外口地區的避難指示，市內所有地區的避難指示均已解除[28][29][30][31]。

## 損害情況
- 一名男性死亡，身分待查[32]。
- 截至3月9日中午，市內共有210棟住宅與非住宅建築在火災中毀損；其中76棟房屋與96棟非住宅建築遭大火完全燒毀，26棟房屋則受到嚴重毀損[24][25][27]。
- 燒毀面積超過2,900公頃，約佔全市總面積的9%[2][3][33]。
- 超過3,000人撤離避難，約佔大船渡市11%的人口數[34][35]。

## 消防救災
- 大船渡地區消防組合為主責單位。
- 消防廳指示10餘個縣消防隊前往協助救災。截至3月5日下午2點，青森縣、秋田縣、宮城縣、山形縣、新潟縣、茨城縣、栃木縣、群馬縣、福島縣、埼玉縣和東京都等15個都道縣的消防隊皆前往火災現場支援[8]。